# Enköping
59°38′7.7136″N 17°4′56.521″Ø / 59.635476000°N 17.08236694°Ø
Enköping er en by i Uppsala län i landskapet Uppsala i Sverige. Den er administrationsby for Enköpings kommun og i 2010 havde byen 	21.121 indbyggere.
Enköping fik bystatus omkring 1300 og ligger ved søen Mälarens nordre bred. Fodboldklubben Enköpings SK Fotboll kommer herfra.